# Petung (Pagerruyung)
Petung is een bestuurslaag in het regentschap Kendal van de provincie Midden-Java, Indonesië. Petung telt 1245 inwoners (volkstelling 2010).